# Berlandiera
Berlandiera là một chi thực vật có hoa trong họ Cúc (Asteraceae).

## Loài
Chi Berlandiera gồm các loài: